# 黃祖權
黃祖權（1924-2014），上海人，男，中華民國建築師。臺灣白色恐怖時期，於1950年6月27日遭判刑入獄，1965年6月出獄。曾任教於中原理工學院（今中原大學）建築學系，並常年擔任台北市建築師公會常務理事。1991年，聯合組成「中華民國全球建築學人交流協會」，致力於促進與中國或全球華人建築學人之學術交流， 於2000年獲選為中華民國建築學會會士。

## 早年生平

### 家庭與教育
黃祖權的家族由祖父母於蘇州經商致富後便遷居、定居於上海。其父親於就學時期遭逢父母相繼去世，家道中落。於南洋公學（今上海交通大學）畢業後任職於京滬、滬杭甬鐵路管理局，於一二八事變松滬戰爭之際失業。時值全球經濟大恐慌，雪上加霜，黃家經濟狀況日益艱難。1948年，黃祖權在艱困中勉強於中央大學畢業。
黃祖權有五個兄弟、一個姊姊，全家熱愛文藝。姊姊黃晨曾就讀魯迅藝術學院，為電影明星；姊夫為《一江春水向東流》導演鄭君里；兩個哥哥分別為畫家及導演。家庭背景使然，使黃祖權一直對文學、戲劇興趣濃厚。

### 思想萌發
黃祖權出生於當代象徵進步的上海知識分子家庭，自幼接受思想薰陶，極早便接觸到魯迅的作品。同時，在上海租界親身體驗、目睹了中國人受帝國主義者壓迫。上海作為人民遭逢災禍時的「避難地」，國共兩黨鬥爭於上海方興未艾。隔壁鄰居坐上黑色廂車後便不見蹤影、變電站牆壁寫著「共產黨萬歲」標語，從小生長於這樣的環境背景，使黃祖權潛存的民族主義思想已然引發。
八一三松滬戰爭時，黃祖權就讀小學，與家人一同逃難的經歷，以及對於國民政府封建酷刑、失當經濟政策的所見所聞，使其逐漸成長為同情弱者、反特權的立場左傾青年。

### 來臺生活
1948年，黃祖權自中央大學畢業後，與同學一同應徵臺灣省政府公共工程局工程師，並順利受聘來台。惟當時時局紛亂，來臺並未順利獲得工作。 期間因為對戲劇的興趣，曾協助師大附中導演抗戰時期諷刺喜劇《升官圖》，而後1949年，受學長邀請至臺灣省立工學院（今國立成功大學）建築工程系擔任助教；1950年，遭遇臺灣省立工學院白色恐怖事件的爆發。

## 臺灣省立工學院時期

### 工學院早期生活
黃祖權在臺灣省立工學院，因年齡與學生相仿，與學生之間的互動因而相當融洽。更有些學生知道黃祖權熱愛戲劇，因此希望黃祖權加入學校當時的話劇研究會，指導學生們演出《萬世師表》，並在校慶演出。然而，工學院訓導處中的政工人員對黃祖權進行施壓，試圖阻止《萬世師表》的演出。經過施壓後的黃祖權則選擇將原劇本改編，將其改成較符合政工人員標準的版本。雖然演出十分成功，但是在經過此事件後黃祖權卻逐漸步入危險的處境。

### 入黨的契機
黃祖權與當時的工學院的共同物理科助教吳聲達同住在工學院的單身宿舍，兩人有著共同的喜好，因此結為好友。兩人常常在單身宿舍旁的操場散步，談論學生時代的事情以及學校裡的問題，兩人相當投機。
有一天，兩人同樣在操場散步，吳聲達向黃祖權詢問你有沒有參加組織，當時的黃祖權並未參加任何組織，吳聲達因此向黃祖權發出邀請，詢問他願不願意加入共產黨，黃祖權也就答應了，在寫完自傳之後，黃祖權成為了共產黨的後備黨員。

### 第一次訊問
1950年4月某日，黃祖權在上課中，被校長王石安叫去校長室，接著再被帶去會議室，到了會議室後便展開偵訊，與他在一起的還有不少學校中的老師與助教。經過偵訊後，現場則留下了四、五人，與黃祖權一同被留下的還有杜誠、吳聲達等人。黃祖權、杜誠、吳聲達等人被送至警察局審問，當時沒有綑綁也沒有刑求，經過一日審問後，最後才由黃祖權的學長、趙少鐵教授與另一位留法的中央大學學長保釋，事後更被王石安校長訓誡了一番。

## 工學院案的判決

### 逮捕
1950年6月27晚上，韓戰爆發後的第三天晚上十點，黃祖權再次被捕，而這次則是由憲兵出動，憲兵荷槍實彈直接闖入單身宿舍，用槍抵著黃祖權，並將他的照片、書籍、日記和劇本通通沒收，身上空無一物的他便與憲兵上了吉普車，來到了憲兵隊進行訊問。

### 輾轉的監獄生活
黃祖權被捕後，被移送至憲兵隊進行審問，這是黃祖權第一次被綁、上手銬進行訊問。隨後一行人被送到嘉義看守所，由調查局副處長范子文主持審問。之後黃祖權由嘉義看守所被移送至新竹少年監獄、情報局、保安處、軍法處，所經之處皆受到偵訊。
據黃祖權回憶，由於軍法處關押的人眾多，因此最後進關押房的人需要睡在馬桶邊，且房間空氣混濁悶熱，刮鬍子也只能利用偷藏的罐頭片，在馬桶旁的水泥板上磨成刀片後湊合著用，在獄中的生活非常不便。
根據判決書，黃祖權被吳聲達吸收為共產黨候補黨員後，負責觀察工學院附近軍營的分布與數目；此外還參加了數十次由呂丁南、許江新等舉行的會議互相報告。最後黃祖權被判處有期徒刑十二年，褫奪公權十年，沒收財產。隨後黃祖權被移監至綠島新生訓導處。

## 綠島獄中生活與再叛亂案

### 移監綠島
1951年3月的某天晚上，黃祖權準備移監綠島新生訓導處，經過長途的跋涉，他與其他政治犯一起來到了綠島。黃祖權在綠島被編列在第四隊，隊上的指導員知道黃祖權曾是建築科助教，因此常常指派他設計建造新生訓導處的屋舍，像是司令台、游泳池等等，也因為黃祖權曾是工學院的助教，是知識分子，被選為小組討論時的小組長，負責記錄、總結大家的發言。在臺灣省立工學院時期就很擅長戲劇的他，被任命為第四隊的文康小組長，負責反共話劇的演出，對於黃祖權來說只有在演出話劇時他才覺得自己得到了救贖，因此他也把很大的心力放在話劇演出上，他所寫的反共劇本甚至得到了國防部大獎，但這份「殊榮」在隊上其他犯人的眼裡卻不以為然，身為與政府理念不同的政治犯拿到了國防部的反共劇本大獎。

### 早期獄中生活
剛來到綠島時黃祖權以及他在工學院時期的上級吳聲達聽信情治人員的話，認為只要好好配合獄方就能夠提早出獄，因此兩人相當積極的配合獄方，吳聲達得到了「克難英雄」的稱號，但是這些作為卻讓獄中其他政治犯感到不恥，更遭到獄中積極派的詬病。又經過了一段時間，他們兩人才發現這一切只是獄方的話術，吳聲達從那時開始轉變態度，加入積極派站在獄方的對立面，但黃祖權則不然，因為若是加入積極派，他就失去了他在獄中唯一的救贖－話劇，因此就在這個時候他與吳聲達出現了磨擦。

### 一人一事良心救國運動
1953年2月的一天晚上，當所有政治犯都回房休息時，一大群士兵帶著槍來到了第四隊，小隊長將政治犯們逐一地叫了出去，要他們對「一人一事良心救國運動」的刺青運動做出回應，黃祖權在口述中提到：「當時我一個人站在牢房外的昏黃燈光下，感受到一股強大的壓力朝向我這個已經失去自由的人襲來，冷風颼颼，他感到異常孤單。」最終他簽下「不」字，表明他不願接受刺青運動。這次的刺青運動在新生訓導處進行得並不順利，政治犯們多半簽下了「不」字，雖然在這之後獄方暫時沒有做出其他舉動，但這次的刺青運動卻成為了日後獄方羅織罪名的重要事件之一。

### 綠島再叛亂案
在「一人一事救國運動」之後，獄方雖然沒有明確對這件事情做出處分，但卻在暗中調查帶頭反對的人，獄方便鎖定了積極派中的花蓮高中老師陳華，密切關注他與女生分隊黃采薇的書信來往，透過嚴厲的訊問以及酷刑，「綠島再叛亂案」進入前奏。為了羅織罪名，獄方將吳聲達先前曾提過他腦中虛構的「ABCD組織」視為真實，並認定那些刺青運動的阻撓者都有參與，最後以陳華為首的12名政治犯被送回臺北軍法處，開始進行「綠島再叛亂案」的審判，而黃祖權也被名列其中。

## 綠島再叛亂案的判決

### 判決過程
1953年，黃祖權與崔乃彬、吳作樞、陳華一行人，由於不配合「一人一事良心救國運動」，在身上刺上「反共抗俄」等政治標語，因此遭到獄方抄房清算。獄方在菜園找到高木榮藏匿吳聲達、崔乃彬抄寫之唯物辯證法多本筆記，以「阻擾管訓」為由，構陷綠島再叛亂案，導致黃祖權、陳華一行人在臺灣省保安司令部接受審判。
1954年4月8日初審，周咸慶審判長以黃祖權一行人違反懲治叛亂條例2條1項「顛覆政府」為由，起訴黃祖權一行人，扣押財產。10月20日，黃祖權一行人遭到周咸慶審判長、殷敬文審判官、王名馴審判官共同會審此案，此案中「主謀」陳華以意圖顛覆政府為由判決死刑，其餘輕判，黃祖權也被判定無罪。
然而，此時台灣軍法審判為核覆制度，此案隨後由臺灣省保安司令部的司令上簽呈給長官核定。判決被送入府院後，有了重大轉變。國防部參謀總長彭孟緝、國防部長俞大維、參軍總長孫立人、總統府秘書長張群等人，依照簡單的案情摘要，就擅自認定需針對多名政治犯須嚴加複審。最終總統蔣中正親自指示罪責過輕需複審。
1955年7月10日，軍法官將原本「無罪」或「延長感訓」的眾人改判，將吳聲達、張樹旺、宋盛淼、許學進、高木榮、崔乃彬、游飛、傅如芝、蔡炳紅、陳南昌、吳作樞改判死刑，同年7月26日，陳華首先被送往安坑刑場槍決。

### 最終審判決書
審判書以陳華參與叛亂組織，又在獄中教育匪黨理論鼓勵其反抗政府聯絡他人共同學習馬列主義並抄送匪書為由，認定陳華意圖顛覆政府、因而判死刑、褫奪公權，並扣押財產。審判的過程中，由於黃祖權以沒有通知軍方而被定罪，因此被判無罪。
陳華槍決後，悲傷的黃祖權、宋孟韶等人，曾在牢房中創作小詩《復仇》紀念陳華，並交給許學進閱讀。這張紙條卻又被獄方查獲，導致黃祖權、宋孟韶多加3年感訓。

## 出獄後的生活

### 家庭
出獄隔年，黃祖權經由朋友介紹，認識了當時尚在靜宜女子學院（今靜宜大學）的秦秀貞，當時雙方差了二十歲（黃祖權當年42歲），後來黃祖權受朋友鼓勵，又和與秦秀貞的教母長談，終於敲定婚事。後來兩人共育有兩女，皆在美國生活。

### 信仰
黃妻秦秀貞所就讀的靜宜女子學院為一天主教學校，秦的教母就是修女，而修女答應這椿婚事的條件只有一條：黃祖權必須入教。黃答應之後雙方順利在天主教教堂成婚，但他始終沒有受洗。

### 事業
出獄後，黃祖權在臺灣省立工學院當助教時認識的學長黃寶瑜主動找上門，邀請他前往中原大學擔任兼任教師。起初黃前往任職時雖受到安全室阻擾，但黃成功在中原一路從兼任教師做到副教授、教授，最後也在這裡退休。
當時，黃祖權上課的鐘點費有兩千塊，雖然他同時有在顏姓友人的建築事務所擔任建築工作，但養家仍顯吃力，黃祖權只好設法考取建築師執照，自行執業。由於黃祖權是公權遭到褫奪的政治犯，本無資格應試，最後卻因為政府執法寬鬆而順利通過考試，成為建築師。並且其於在學期間受過專業訓練，且服刑時有過實務操作經驗，因而在結構、水電方面有所了解，然而，黃祖權沒有人事背景，個性也不善交際，因此在業務推展上吃了不少苦頭。
1972年，時任行政院長的蔣經國和台北市長張豐緒為解決老舊社區住宅問題而在南機場、大龍峒一帶興建建築費高達八億的「萬大計畫整建大住宅」，黃祖權受學生鼓勵而抱著姑且一試的心態參加設計圖樣的甄選。不久後，他在教員休息室聽到教授們對自己的設計給予了高評價而欣喜不已，但其一位較親密的學長要求黃祖權不可大肆張揚，因為最終結果還是要經市長批准，如果人事背景曝光，難保沒有變數。當時，黃祖權還負責監造師大分校宿舍，動工階段時有位監工與鋼筋工人起衝突，使黃傷透腦筋。
隔天，聯合報記者安強打來，黃誤以為是昨天的事弄砸了而驚恐不已，可其實是黃祖權的設計雀屏中選，安強要來採訪。此後，黃祖權的事業基礎得以奠定。但黃祖權因為學生時期被灌輸的「建築師是服務人群，切勿流為商業化」的概念，以及過往在監獄中受苦的經驗，仍持續低調行事，加上其不喜交際的個性，因此生意一直處於平平穩穩的狀態，並不太受景氣影響。但警察在黃祖權開業之後，依然常常以查戶口為藉口，查黃祖權的勤，使其不堪其擾，甚至需要向對方送禮才能免除困擾。後來，喜歡參與公益事務的黃祖權受學生鼓勵，參選並連任臺北市建築師公會的常務理事和全國聯合會常務理事，前後長達十六年。他並在民國八十年和熱心同行成立「中華全球建築學人交流協會」，促進全球建築學人之相互交流。黃祖權於2014年過世，享耆壽九十歲。